# Hartberg Umgebung
Hartberg Umgebung é um município da Áustria, situado no distrito de Hartberg-Fürstenfeld, no estado da Estíria. Tem 30,43 km² de área e sua população em 2019 foi estimada em 2.226 habitantes.